# 橘一花
橘 一花（たちばな いちか、1996年12月3日 - ）は、日本の声優、歌手。愛知県出身。ホーリーピーク所属。

## 略歴
2018年9月より、YouTubeチャンネル『青の猫』に出演し、滝沢さやかとのユニット「パプリカンズ」としても活動する。同年、ソニー・ミュージックアーティスツ主催のオーディション『アニストテレス vol.7』でファイナリストに選出され、同事務所に所属する。
2022年3月31日、ソニー・ミュージックアーティスツを退所。同年5月2日、ホーリーピークに移籍。

## 人物
特技：お菓子作り、イラスト
趣味：ライブ観戦、1人カラオケ、野球観戦

## 出演

### ゲーム
2020年
- BATON=RELAY（神崎千里）

2022年
- Tokyo 7th シスターズ（タン・シヨン）
- パズルガールズ（朝潮）
- ノアズハート（フェア・スノー）
- モリノファンタジー：世界樹の伝説（エリア、フィーナ、受付係、スイ）

2023年
- フィギュアストーリー（キラ）
- モンスターストライク（タモアンチャン（少女））
- サンローラン騎士団（グレイ）

2025年
- 鋼嵐 - メタルストーム（篠原エリサ）

### 舞台
- ヒロセプロジェクト舞台公演第32弾 HIROSE PROJECT LIVE vol.32「アシタボシ 2020」（2020年11月21日 - 24日、ラゾーナ川崎プラザソル） - 若松那由多 役（チーム星）[15]

### 朗読劇
- Act Session vol.1「喜笑転結」（2022年2月12日、浅草九倶楽部 浅草九劇）[16]
- キミに贈る朗読会 「VOICEinBOX～声優さん、出番です～」 Vol.14（2025年4月13日、MsmileBOX渋谷[17][18]）

### テレビ番組
- 声技の英雄（2021年10月5日 - 2022年3月29日、TOKYO MX）[19]

### ラジオ
※はインターネット配信。
- ナナシスラジオ ch2053（2022年7月4日 - 、ラジオ大阪・radiko※・ミクチャ※） - 天野聡美・長谷川玲奈と共に不定期出演[20]

### その他コンテンツ
- 青の猫（2018年9月19日 - 2020年2月4日、YouTube）[3]
- VOICE×VOCALコンテンツ「PROJECT:NIGHTINGALE」（2022年〈予定〉）[21]

## ディスコグラフィ

### キャラクターソング
| 発売日        | 商品名      | 歌     | 楽曲                          | 備考                                 |
| ------------- | ----------- | ------ | ----------------------------- | ------------------------------------ |
| 2022年9月13日 | New Age     | Roots. | 「New Age」                   | ゲーム『Tokyo 7th シスターズ』関連曲 |
| 2022年11月8日 | WONDEЯ GIRL | Roots. | 「WONDEЯ GIRL」               | ゲーム『Tokyo 7th シスターズ』関連曲 |
| 2023年2月14日 | Startrail   | Roots. | 「Hidden Stages」 「Find Me」 | ゲーム『Tokyo 7th シスターズ』関連曲 |

## ライブ・イベント

### 合同ライブ
| 出演日         | タイトル                                                    | 会場                                          | 備考                                 |
| -------------- | ----------------------------------------------------------- | --------------------------------------------- | ------------------------------------ |
| 2019年6月8日   | Blue Cat Fes 2019 ～青の猫1st Anniversary～                 | SPACE ODD（東京都）                           | [ 22 ]                               |
| 2019年7月4日   | maruxenon Live Vol.31 with DUSTY FRUITS CLUB                | CLUB CRAWL（東京都）                          | [ 23 ]                               |
| 2019年8月3日   | 菊地 1st One Man Live「有言実行」                           | 新宿グラムシュタイン（東京都）                | パプリカンズとしてオープニングアクト |
| 2019年8月14日  | BATON=RELAY presents maruxenon live                         | ヤマハ銀座スタジオ（東京都）                  |                                      |
| 2019年8月22日  | DUSTY FRUITS NIGHT                                          | CLUB CRAWL（東京都）                          | DISCO DE FRUITSとして出演            |
| 2020年7月22日  | maruxenon Live Vol.35                                       | 恵比寿天窓.switch（東京都） ※無観客配信ライブ | [ 26 ]                               |
| 2020年8月20日  | maruxenon Live Vol.37 with DFC                              | CLUB CRAWL（東京都） ※無観客配信ライブ        | [ 27 ]                               |
| 2020年10月22日 | maruxenon Live Vol.39                                       | 恵比寿天窓.switch（東京都） ※無観客配信ライブ | [ 28 ]                               |
| 2020年11月12日 | SMA VOICE Special Live vol.1.0 with maruxenon               | 恵比寿天窓.switch（東京都） ※無観客配信ライブ | [ 29 ]                               |
| 2021年1月21日  | maruxenon Live Vol.40                                       | GRAPES KITASANDO（東京都） ※無観客配信ライブ  | [ 30 ]                               |
| 2021年4月7日   | maruxenon Live Vol.43                                       | CLUB CRAWL（東京都）                          | [ 31 ]                               |
| 2021年8月5日   | maruxenon Live Vol.45                                       | CLUB CRAWL（東京都）                          | [ 32 ]                               |
| 2022年2月15日  | maruxenon Live Vol.48                                       | CLUB CRAWL（東京都）                          | [ 33 ]                               |
| 2022年11月20日 | Tokyo 7th シスターズ 6+7+8th Anniversary Live Along the way | 幕張メッセ国際展示場 ホール7・8（千葉県）     | [ 34 ]                               |
| 2023年2月13日  | maruxenon Live Vol.55                                       | CLUB CRAWL（東京都）                          | [ 35 ]                               |
| 2023年3月4日   | Tokyo 7th シスターズ 2053 1st Live Startrail                | 府中の森芸術劇場 どりーむホール（東京都）     | [ 36 ]                               |

### イベント
- BATON=RELAY WORKSHOP Vol.3（2019年11月24日、ベルサール御成門駅前 イベントホール）